# Qualificazioni al campionato mondiale femminile di pallavolo 2014
Le qualificazioni per il campionato mondiale femminile di pallavolo 2014, le cui fasi finali si terranno in Italia, sono iniziate il 18 maggio 2012.
In totale si qualificheranno per le fasi finali del campionato mondiale 23 squadre (3 dall'Africa, 4 dall'Asia-Oceania, 5 dal Nord America, 3 dal Sud America e 8 dall'Europa), oltre all'Italia, paese organizzatore, qualificata di diritto.

## Qualificazioni continentali

### America del Nord
Delle 35 squadre NORCECA:
- 31 squadre partecipanti.
- si qualificano 5 squadre.

## Squadre qualificate
- Italia: paese organizzatore.

| Africa - Camerun - Tunisia | America del Nord - Canada - Cuba - Messico - Porto Rico - Rep. Dominicana - Stati Uniti | America del Sud - Argentina - Brasile | Asia e Oceania - Cina - Giappone - Kazakistan - Thailandia | Europa - Azerbaigian - Belgio - Croazia - Germania - Paesi Bassi - Russia - Serbia - Turchia |